# Trifon Ivanov
Trifon Marinov Ivanov, em búlgaro, Трифон Маринов Иванов (Gorna Lipnitsa, 27 de julho de 1965 — Veliko Tarnovo, 13 de fevereiro de 2016) foi um futebolista búlgaro.

## Carreira

### Clubes
Iniciou a carreira em 1983, no Etar Veliko Tarnovo. Em 18 anos como jogador profissional, destacou-se pelo CSKA Sófia, pelo qual disputou 86 jogos nas 4 passagens que teve pelo clube, marcando 10 gols. Passou também pelo futebol espanhol, representando o Real Betis entre 1990 e 1993 (52 partidas e 9 gols marcados). Jogaria também no Neuchâtel Xamax (Suíça) e defendeu, ainda, os grandes rivais da Áustria (Áustria Viena e Rapid Viena). Deixou os gramados em 2001, em outra equipe austríaca, o Floridsdorfer.

## Seleção Búlgara
Ivanov, que estreou pela Seleção Búlgara em 1988, integrou a equipe que foi uma das sensações da Copa de 1994. O país, que jamais havia vencido nos cinco mundiais anteriores, chegou ao quarto lugar, consagrando a geração do craque Hristo Stoichkov. Ivanov chamava atenção pelo seu visual, com barba e corte mullet de cabelo, que fizeram-no ser conhecido como O Lobo Búlgaro.
Jogou também a Eurocopa de 1996 e a Copa de 1998 (tendo feito o gol da classificação búlgara para o torneio, contra os russos), herdando a braçadeira de capitão, porém a Bulgária voltou a cair cedo. Em uma década de seleção, o zagueiro atuou em 76 partidas e marcou 6 gols.

## Morte
Ivanov morreu de infarto do miocárdio em 13 de fevereiro de 2016, em sua casa, na cidade de Veliko Tarnovo.

## Curiosidades
Trifon é considerado por muitos até hoje, como um dos mais temidos defensores em Copas do Mundo. Dois motivos eram destacáveis: seu jeito ríspido de se jogar bola, e seu visual amedrontador para alguns.
No Brasil há um torneio de futebol amador semestral chamado Copa Trifon Ivanov.